# Axel Persson
Axel Wilhelm Persson (Eskilstuna, 23 gennaio 1888 – Västerhaninge, 2 settembre 1955) è stato un ciclista su strada svedese.

## Palmarès

### Olimpiadi
- Oro a Stoccolma 1912 nella corsa a squadre.
- Argento a Anversa 1920 nella corsa a squadre.